# Los Zucará
Los Zucará fue el nombre del dúo uruguayo de música popular integrado por Humberto Piñeiro y Julio Víctor González.

## Historia
Piñeiro nació en 1945 en el barrio Cerro de Montevideo y se radicó en Rocha a los 18 años, mientras que Julio Víctor nació en Rocha en 1949. Se conocieron a raíz de una presentación artística que brindó Piñeiro en el canal de televisión local de Rocha y un mes después, en junio de 1967 deciden formar el grupo. Su debut artístico fue en el marco de la elección de Miss Rocha frente a las cámaras de Canal 4.
En 1970 obtienen el segundo lugar en el Festival de Folklore de Piriápolis y logran editar su primer LP, llamado “Poema de Octubre”, el cual fue presentado ante 600 personas en el teatro 25 de Mayo de Rocha.
Posteriormente, realizan presentaciones en el interior del país, y esporádicamente en Montevideo.
En los años siguientes editan las obras: Los Zucará (1972), En tu imagen (1976) y Lamento de Febrero (1977), Calles (1978) y Cosas del camino (1980).
El período que va desde 1980 a 1984, puede considerarse el de mayor popularidad del dúo, habiendo brindado en 1981, un multitudinario concierto en el Club Atenas de Montevideo que los afianza definitivamente en el escenario artístico nacional. Es en este tiempo que agregan a su repertorio, las canciones “El surco”, “Sueltapájaros”, “Coquibacoa”, “Ni toda la tierra entera”, “La Patria, compañero”, “Canto Popular”, “Aquello”, “Arma de doble filo”, “Hombre”, “Poema a las 3”, “Mientras tenga la vida”, y la que sería su interpretación más conocida “La Maldición de Malinche”.
Con la caída de la dictadura en Uruguay, y el consiguiente regreso de los artistas exiliados en este periodo, el dúo ve reducida la demanda de sus actuaciones, pasando a un segundo plano, frente artistas como Daniel Viglietti, Alfredo Zitarrosa o Los Olimareños. El 24 de marzo de 1995, Uruguay pierde a un importante músico popular de las décadas de los 70s y 80s con la súbita muerte de Humberto Piñeiro.
A partir de ese momento Julio Víctor Gonzáles continuó en solitario su carrera artística, con el apodo de "El Zucará". Asimismo editó discos y actuó en conjunto con el Olimareño Braulio López.

## Repertorio
El repertorio del dúo abarcó principalmente, temas de cantantes latinoamericanos (como Alí Primera y Gabino Palomares) y uruguayos (como Dino y Numa Moraes), así como musicalizaciones de textos de poetas nacionales, principalmente del interior del país (como Lucio Muniz, Alfredo Martirena y Enrique Silva, entre otros.)

## Trayectoria
A lo largo de casi 30 años de carrera, grabaron 12 LP y 5 CD, de los cuales 3 de ellos llegaron a ser discos de oro y dos de platino.

Asimismo fue uno de los pilares de la corriente llamada música esteña, a la cual pertenecen exponentes artísticos de los departamentos de Lavalleja, Treinta y Tres, Maldonado y Rocha.

## Discografía

### EP
- Los Zucará (Rodnos, 1969)

### Long Plays
- Poema de Octubre (Orfeo ULP 90548, 1970)
- Álbum de Oro (1971)
- Los Zucará (1972)
- En tu imagen (1976)
- Lamento de febrero (1977)
- Calles (junto a Lucio Muniz. Sondor 44099. 1980)
- Cosas del camino (Sondor 44123. 1980)
- Hombre (Sondor 144240. 1982)
- Sueltapájaros (Sondor 44364. 1984)
- Nuestro andar (Sondor 44402. 1985)
- Pequeña esfera (Sondor 44506. 1988)
- Todo el sur es de nosotros (Canto Libre 1989. Reeditado por Orfeo en 1991)
- 25 años en vivo (1992)
- 25 años (Sondor 4.801-2. 1993)
- Cantares de la casilla (Orfeo 91210-4. 1993)
- La patria compañera (Sondor 4.916-2. 1994)

### Reediciones
- Sueltapájaros (Sondor 4.364-2. 1995),
- Hombre (Sondor 4.240-2. 1996)
- Calles (junto a Lucio Muniz. Sondor 4.099-2. 1998)